# Museu Édith Piaf
El Museu Édith Piaf (en francès, Musée Édith Piaf) és un museu privat dedicat a la cantant francesa Édith Piaf. Està situat a l'11è arrondissement de París, a la Rue Crespin du Gast, n. 5. S'obre només amb cita prèvia i és gratuït.
El museu va ser creat per Bernard Marchois, autor de dos Piaf biografies, i ocupa dues habitacions dins d'un apartament privat. Conté memorabilia incloent-hi la seva col·lecció de porcellana, or i rècords de platí, vestit i sabates, fotografies, cartes d'aficionat, música de full, cartells, i enregistraments.